# Galerina nasuta
Galerina nasuta är en svampart som först beskrevs av Károly Kalchbrenner, och fick sitt nu gällande namn av David Norman Pegler 1965. Galerina nasuta ingår i släktet Galerina och familjen Strophariaceae.   Inga underarter finns listade i Catalogue of Life.